# Sukhoi Su-12
Il Sukhoi Su-12 (in caratteri cirillici Сухой Су-12, designazione USAF/DoD "Type 23") era un bimotore da ricognizione ad ala bassa progettato dall'OKB 51 diretto da Pavel Osipovič Suchoj e sviluppato in Unione Sovietica nei primi anni quaranta.
Basato sul tedesco Focke-Wulf Fw 189, benché destinato ad equipaggiare i reparti di ricognizione ed osservazione aerea della Sovetskie Voenno-vozdušnye sily (VVS), l'aeronautica militare sovietica, durante la seconda guerra mondiale, a causa di un prolungato periodo di sviluppo giunto alla maturità necessaria per la produzione in serie risultò oramai obsoleto e perciò abbandonato.

## Storia
Durante le prime fasi della seconda guerra mondiale, con l'apertura, nel giugno 1941, del fronte orientale da parte delle truppe della Wehrmacht dando inizio alla campagna di Russia, divenne pressante la necessità di poter disporre di nuovi armamenti per poter contrastare efficacemente l'avanzata delle truppe della Germania nazista. A quella data la VVS, l'aviazione militare sovietica, non era in possesso di velivoli adatti a missioni di ricognizione tattica per poter individuare le postazioni dell'artiglieria nemica per cui venne data priorità allo sviluppo di un modello adatto allo scopo. Dopo che inizialmente vennero approntati apposite versioni dei già in produzione Sukhoi Su-2 ed Ilyushin Il-2 Šturmovik, velivoli che non essendo espressamente progettati allo scopo avevano dei limiti operativi, la NII VVS KA (in cirillico НИИ ВВС КА), l'istituto di ricerca per l'aviazione militare sovietica, nel luglio 1943 emise una specifica per la fornitura di un nuovo progetto in grado di sostituire i precedenti migliorandone l'efficacia.

### Sviluppo
Grazie un'operazione di spionaggio ad opera dei servizi segreti sovietici che riuscirono ad ottenere i progetti del Focke-Wulf Fw 189, nel novembre 1943 l'OKB numero 51 diretto da Pavel Suchoj riuscì a completare il progetto del Su-12, un triposto bimotore ad ala bassa, equipaggiato con due motori radiali Shvetsov M-62 (ASh-62) e caratterizzato dalla doppia trave di coda e dall'ampia finestratura anteriore, che ne ricalcava l'impostazione generale. Il velivolo venne inizialmente incorporato nel piano di sviluppo della NKAP (НКАП) del 1944-45 tuttavia nelle discussioni che ne seguirono il progetto venne scartato ed il suo sviluppo interrotto.
Con la conclusione del conflitto il Su-12 sembrava avviato a rimanere uno dei progetti mai concretizzatosi, solo a seguito all'energico intervento dell'allora Maresciallo Capo di Artiglieria dell'Armata Rossa Nikolaj Nikolajevič Voronov, che ne dichiarò la necessità in un suo incontro con Stalin nella metà del 1946, il suo sviluppo venne riassegnato all'OKB Suchoj. Il Consiglio dell'Unione Sovietica approvò una risoluzione, datata 10 luglio di quello stesso anno, sulla fornitura di un nuovo velivolo sperimentale da ricognizione ed osservazione in collaborazione con l'esercito, invitando Suchoj a proseguire lo sviluppo adottando la nuova motorizzazione, anch'essa in fase di sviluppo, Shvetsov ASh-83, con il primo dei due prototipi previsti per le valutazioni disponibile entro il 15 settembre 1947.
L'evoluzione del progetto portò a un equipaggio di quattro persone e i motori furono sostituiti coi più potenti Shvetsov ASh-82M da 2.200 cavalli.
Il primo Su-12 volò il 26 agosto 1947 con N. D. Fikson ai comandi. Il programma dei test di volo fu completato il 30 ottobre. I motori ASh-82M davano alcuni problemi e furono cambiati con gli ASh-82FN, che producevano 1.850 cavalli vapore.
I motori meno potenti erano più affidabili cosicché si riuscivano a raggiungere le massime velocità e altezze.
Il Su-12 fu completato con i collaudi del governo nel settembre 1949 e cominciò quindi la produzione.
Per via della scarsa capacità di produzione in URSS, nell'ottobre 1949 fu proposto di costruire l'aereo in Cecoslovacchia.
Infine la produzione dell'aereo fu interrotta perché non rispondeva alle specifiche volute dal governo.